# Martín Campos
Martín Campos (Argentina, 6 de mayo de 2002) es un futbolista argentino que se desempeña como volante creativo en Ferro Carril Oeste de la Primera B Nacional de Argentina.

## Trayectoria

### Ferro
Surgió de las divisiones inferiores tras un paso por las inferiores de Douglas Haig y Gimnasia y Esgrima (Pergamino). En el año 2018 se coronó campeón de la séptima división formativa junto con Lucas Ruíz, arquero que llegaría a integrar el plantel profesional. De cara al Campeonato de Primera Nacional 2022 fue convocado al primer equipo, aunque seguía jugando con la reserva. Firma su primer contrato como profesional el 8 de julio es convocado por primera vez al banco de suplentes sin ingresar al partido contra Gimnasia y Esgrima de Mendoza, la duración del contrato será hasta diciembre del 2024. Su debut se terminaría dando al ingresar en el segundo tiempo del partido contra Güemes en lugar de Lautaro Giaccone. En agosto del 2022 se consagra campeón del campeonato de reserva.

## Estadísticas
Actualizado al 28 de octubre de 2024

| Ferro Carril Oeste Argentina | 2.ª           | 2022          | 11 | 0 | 0 | 0 | — | — | 11 | 0 | 0    |
| Ferro Carril Oeste Argentina | 2.ª           | 2023          | 27 | 2 | — | — | — | — | 27 | 2 | 0.07 |
| Ferro Carril Oeste Argentina | 2.ª           | 2024          | 7  | 0 | — | — | — | — | 7  | 0 | 0    |
| Ferro Carril Oeste Argentina | Total         | Total         | 44 | 2 | 0 | 0 | 0 | 0 | 44 | 2 | 0.05 |
| Total carrera | Total carrera | Total carrera | 44 | 2 | 0 | 0 | 0 | 0 | 44 | 2 | 0.05 |
| (1) La copa nacional se refiere a la Copa Argentina y Supercopa Argentina . (2) La copa internacional se refiere a la Copa Sudamericana, Recopa Sudamericana, Copa Libertadores y Copa Suruga Bank. |               |               |    |   |   |   |   |   |    |   |      |